# Живим у страху
Живим у страху (јап. 生きものの記録 ; романизовано Ikimono no kiroku) је јапански филм из 1955. Режисер и сценариста је Акира Куросава.